# Siliquamomum phamhoangii
Siliquamomum phamhoangii ist eine Pflanzenart aus der Gattung Siliquamomum  innerhalb der Familie der Ingwergewächse (Zingiberaceae). Sie kommt im südlichen Vietnam vor.

## Beschreibung

### Vegetative Merkmale
Siliquamomum phamhoangii wächst als ausdauernde, krautige Pflanze, die Wuchshöhen von 0,8 bis 1 Meter erreichen kann. Die innen cremegelben und außen grünlich cremefarbenen Rhizome sind außen mit Schuppen bedeckt. Das Rhizom ist zwischen den einzelnen Stängeln bzw. „Pseudostämmen“ 2 bis 3 Zentimeter lang. Von jedem Rhizom gehen mehrere, einen lockeren Horst bildende Sprossachsen ab, welche bis in eine Höhe von 35 bis 40 Zentimeter über den Boden keine Blätter aufweisen. An der Basis haben die Stängel grüne und weinrote gepunktete Blattscheiden mit papierartigen, schwarzen Rändern. Die dunkel weinroten bis schwarzen, papierartigen Blatthäutchen werden 0,3 bis 0,4 Zentimeter lang; ihr oberes Ende ist zweifach gelappt.
Jeder Stängel besitzt fünf bis sieben Laubblätter. Diese sind in Blattstiel und Blattspreite gegliedert. Der grüne rinnige Blattstiel ist kahl und wird 2 bis 4 Zentimeter lang sowie 0,3 bis 0,35 Zentimeter dick. Die einfache Blattspreite ist bei einer Länge von 16 bis 34 Zentimetern sowie einer Breite von 6 bis 8 Zentimetern eiförmig bis annähernd elliptisch. Die unbehaarte Blattoberseite ist grüne während die ebenfalls kahle Blattunterseite blassgrün gefärbt ist. Die Blattränder sind ganzrandig.

### Generative Merkmale
Die Blütezeit von Siliquamomum phamhoangii umfasst, soweit bisher bekannt, den Monat März während die Früchte im April reifen. Endständig, auf einem von den Blattscheiden umschlossenen Blütenstandsschaft befindet sich ein thyrsusartiger Blütenstand, in dem die acht bis zehn Blüten dicht zusammen stehen. Die hellgrünen Tragblätter an der Basis des Blütenstandes sind bei einer Länge von rund 5 Zentimetern sowie einer Breite von etwa 0,8 Zentimetern bootförmig. Sie fallen bereits nach kurzer Zeit ab. Die stark zurück gebildeten oder komplett fehlenden Tragblätter der fertilen Blüten sind unbehaart und können bis zu rund 2,7 Millimeter lang werden. Deckblätter fehlen.
Die zwittrigen, etwa 5,5 bis 6,5 Zentimeter langen Blüten sind zygomorph und dreizählig mit doppelten, gelblich weißen Perianth und stehen an einem 0,45 bis 0,7 Zentimeter langen und rund 0,12 bis 0,15 Zentimeter dicken, grünen und kahlen Blütenstiel. Die drei durchscheinenden, weißen und außen unbehaarten Kelchblätter sind röhrenförmig miteinander verwachsen und sind mit einer Länge von 2 bis 2,5 Zentimeter sowie einer Breite von 0,7 bis 0,8 Zentimeter länger als die Kronröhre. Auf einer Seite ist die Kelchröhre etwa 1,2 Zentimeter tief gespalten. Sie sind dreifach gezähnt, wobei die Kelchzähne 0,7 bis 0,9 Zentimeter lang sind. Die drei Kronblätter sind zu 1,3 bis 1,4 Zentimeter langen, blass grünlich bis cremeweißen und kahlen Kronröhre verwachsen. Es sind drei durchscheinende, gelblich weiße und unbehaarte Kronlappen vorhanden. Der mittlere Kronlappen ist bei einer Länge von circa 2 Zentimetern sowie einer Breite von rund 1 Zentimeter eiförmig geformt und hat eine abgerundetes oberes Ende. Die beiden seitlichen Kronlappen sind bei einer Länge von etwa 2 Zentimetern sowie einer Breite von rund 0,8 Zentimetern etwas schmäler und sind ebenfalls eiförmig geformt mit ebenfalls abgerundeter Spitze. Nur das mittlere der 1,6 bis 1,7 Zentimeter langen Staubblätter des inneren Kreises ist fertil. Das fertile Staubblatt besitzt einen etwa 0,45 Zentimeter langen und rund 0,26 Zentimeter breiten, unbehaarten, cremeweißen Staubfaden. Die hellgelben bis grünen und an den Rändern mit drüsigen Haaren besetzten Staubbeutel sind rund 1,4 Zentimeter lang sowie circa 0,45 Zentimeter breit. Die Staminodien des inneren Kreises sind zu einem eiförmigen und dreifach gelappten Labellum mit welligen und fein gesägten Rändern verwachsen. Das etwa 2,4 Zentimeter lange und rund 1,6 Zentimeter breite Labellum ist hellgelb mit einem dunkelgrünen bis gelblich grünen Fleck am oberen Ende und einem weiteren gelben Fleck in der Mitte; es ist unbehaart. Die seitlichen Staminodien sind bei einer Länge von 1,2 bis 1,4 Zentimetern sowie einer Breite von 0,3 bis 0,4 Zentimetern länglich-verkehrt-eiförmig mit gesägter Spitze geformt und sind in ihren unteren Drittel mit dem Labellum verwachsen. Drei Fruchtblätter sind zu einem dreikammerigen, grünen, unbehaarten und bei einer Länge von 1,2 bis 1,8 Zentimetern sowie einem Durchmesser von etwa 0,2 Zentimetern annähernd zylindrischen Fruchtknoten verwachsen. Der 2,7 bis 2,8 Zentimeter lange, cremefarbene Griffel ist unbehaart sowie mit der Kronröhre verwachsen und endet in einer etwa 0,15 Zentimeter langen und rund 0,18 Zentimeter breiten, keulenförmigen Narbe mit bewimperter Spitze.
Die Kapselfrüchte werden 6 bis 10 Zentimeter lang und 0,5 bis 0,8 Zentimeter dick. Sie enthalten Samen, welche 0,3 bis 0,6 Zentimeter lang sowie rund 0,2 Zentimeter dick sind.

## Vorkommen
Das natürliche Verbreitungsgebiet von Siliquamomum phamhoangii liegt im südlichen Vietnam. Es umfasst soweit bisher bekannt einen Standort in dem in der Provinz Gia Lai gelegenen Nationalpark Kon Ka Kinh. Die Art wächst dort auf feuchten Böden in immergrünen Bergwäldern.

## Taxonomie
Die Erstbeschreibung als Siliquamomum phamhoangii erfolgte 2017 durch Lưu Hồng Trường und Trần Hữu Đăng in Phytotaxa, Band 314, Nummer 1, Seite 135. Das Artepitheton phamhoangii ehrt Phạm Hoàng Hộ, welcher zwischen 1965 und 1984 als Professor für Biologie an der Universität in Ho-Chi-Minh-Stadt tätig war und sich um die Erforschung der Flora Vietnams verdient gemacht hat.